# Sydafrikas filmhistoria
Sydafrikas filmhistoria inleddes omkring sekelskiftet 1900, då britten Joseph Rosenthal gjorde filmupptagningar av bland annat andra boerkriget 1899–1902. Den första stora filmproduktionen i landet var The Kimberley Diamond Robbery (1910), och under 1910- och 1920-talen kunde de sydafrikanska storproduktionerna matcha konkurrenter i utlandet. En av de allra största produktionerna från denna tid är The Symbol of Sacrifice (1918), som med bland annat 25 000 zulukrigare som statister skildrade britternas krig mot zuluerna 1879.

## Under apartheideran
Till dess att apartheid avskaffades 1994 producerades de flesta filmerna för en vit publik, medan en B-filmsproduktion av action- och gangsterfilmer för den övriga befolkningen växte fram under 1970-talet, administrerad av de vita. På 1980-talet gjordes ungefär 45 långfilmer om året. Jamie Uys kontroversiella komedi Gudarna måste vara tokiga (1980) var bland de första sydafrikanska filmerna att få en större publik utanför landet, men få sydafrikanska filmer fick annars under denna tid utländsk distribution.
Under 1970- och 1980-talen spelades flera brittiskfinansierade actionfilmer in i landet, såsom Peter R. Hunts Gold (1974) och Andrew V. McLaglens De vilda gässen (1978). Dessa filmer blev tämligen kontroversiella för sin undfallande hållning mot apartheidregimen. Samtidigt gjordes även samhällskritisk film, som Ross Devenishs Boesman and Lena (1973) efter Athol Fugards pjäs, och Gibson Kentes How Long (Must We Suffer...)? (1976), som bannlystes och för vilken Kente blev fängslad. Det gjordes också dokumentärer om apartheid, och flera internationella apartheidkritiska spelfilmer som Richard Attenboroughs Ett rop på frihet (1987) och Chris Menges En annan värld (1988) spelades in i grannländerna. Oliver Schmitz samhällskritiska film Mapantsula (1988), skriven av Thomas Mogotlane och inspelad i Soweto, väckte stor uppmärksamhet.

## Efter apartheideran
Sedan apartheids fall har sydafrikanska bolag blivit mer och mer inblandade i internationella filmproduktioner. Bland de främsta märks Hotel Rwanda (2004) och Invictus – de oövervinneliga (2009).
Till de mest framträdande sydafrikanska filmerna på 1990-talet hör Darrell Roodts Cry, the Beloved Country (1995) efter Alan Patons roman, Shyam Benegals The Making of the Mahatma (1996) om hur Mahatma Gandhis möte med den sydafrikanska rasismen formade honom, och Les Blairs Jump the Gun (1997).
Gavin Hoods film Tsotsi (2005), om en gängledare i en kåkstad i Johannesburg, belönades med en Oscar för bästa utländska film. En annan uppmärksammad film från senare år är District 9 (2009) av Neill Blomkamp, en science fiction-film om rymdvarelser som strandat i Johannesburg och behandlas illa av de sydafrikanska myndigheterna. Filmen kan ses som en allegorisk kommentar till hur svarta behandlades under apartheideran, och nominerades till fyra Oscar. Oliver Schmitz Life, Above All har också fått internationell distribution, och U-Carmen eKhayelitsha (2005), en filmatisering av operan Carmen på zulu, vann Guldbjörnen på Berlins filmfestival.